# Fact
Fact — латвийская хип-хоп группа из Риги, образованная в 1995 году. Она считается одной из пионеров латвийского хип-хопа, известная своим уникальным стилем, сочетающим элементы экстремальной музыки и рэпа. Первоначальный состав группы включал пионеров латвийского рэпа: Gustavo (псевдоним на ранних этапах — Umdust), Ozols, Čižiks и Gonza.

## История

### Появление и первая популярность
Группа сформировалась в середине 1990-х годов, когда четверо молодых людей, увлекавшихся экстремальными видами спорта и вдохновленных американской группой Beastie Boys, решили попробовать себя в музыке. Gustavo, лидер и идейный вдохновитель, стал автором большинства текстов на английском языке и музыки для группы. Некоторые песни, как «Друг» были записаны на русском языке. Первые выступления проходили в школах, и со временем группа стала заметна на латвийской сцене благодаря участию в фестивале Liepājas Dzintars, где она привлекла внимание, чаще в городах Лиепая и Цесис, где сложилось преданное фанатское сообщество.
Первый сингл «Creepin Shadows» вызвал большой интерес в стране, став первым заметным местным хип-хоп произведением. Впоследствии вышел и их дебютный альбом, в котором сочетаются элементы гитарной музыки и тяжелого живого звука. После ухода Gonza, который решил посвятить себя религии, коллектив изменил свой стиль, перейдя на чистый хип-хоп и более электронное звучание, созданное на компьютере.

### Проекты и конфликты
Параллельно с Fact, участники начали проект Roolmakaz, альбом которого, однако, так и не вышел. Второй альбом Fact также остался не изданным. Планируя пробиться на российский музыкальный рынок, группа переключилась на русскоязычные тексты, но внутренние конфликты привели к разладу. Непонимание и личные конфликты, особенно между Gustavo и Ozols, превратились в открытую вражду, которая сопровождалась оскорблениями в текстах, после развала группы в 2000 году. Этот период стал заметной главой в латвийской хип-хоп культуре, и каждая сторона добивалась успеха по-своему: Ozols приобрел большую популярность, отличаясь скандальным имиджем и агрессивным стилем, а Gustavo выпускал более спокойные и вдумчивые треки.

### Примирение и текущая деятельность
После нескольких лет вражды к примирению Gustavo и Ozols привел американский рэпер Delete, который помог наладить их отношения. Несмотря на примирение, оба музыканта заявили, что больше не будут работать вместе. На сегодняшний день из участников Fact активно занимается музыкой только Gustavo. Čižiks заявил, что интерес к хип-хопу у него был кратковременным и ему больше не интересен этот жанр. Ozols же переключился на бизнес и создал успешную сеть одежды, распространившуюся не только по Латвии, но и по странам Балтии.

## Дискография

### Альбомы
- F.A.C.T (1998)

### Мини-альбомы
- Creepin' Shadows EP (1997)
- My Riga EP (1999)

### Синглы
- Creepin Shadows (1996)
- Ielu dzīve (1999)
- Друг (1999)